# Gösta Stevens
Gösta Stevens est un réalisateur et scénariste suédois, né le 1er février 1897 à Bergen (Norvège) et mort le 24 septembre 1964 à Stockholm.

## Filmographie partielle

### Comme réalisateur
- 1940 : Vildmarkens sång (en)
- 1948 : Jag är med eder... (en)
- 1949 : Sven Tusan (en)
- 1949 : Huset nr 17 (en)

### Comme scénariste
- 1932 : Kärlek och kassabrist de Gustaf Molander
- 1933 : Chère Famille de Gustaf Molander
- 1935 : Under falsk flagg de Gustaf Molander
- 1936 : Intermezzo de Gustaf Molander
- 1938 : Visage de femme de Gustaf Molander
- 1939 : Une seule nuit de Gustaf Molander
- 1939 : Ombyte förnöjer de Gustaf Molander
- 1939 : Emilie Högquist de Gustaf Molander
- 1940 : En, men ett lejon! de Gustaf Molander
- 1941 : Striden går vidare de Gustaf Molander
- 1941 : Den ljusnande framtid de Gustaf Molander
- 1944 : Hans officiella fästmö de Nils Jerring
- 1950 : Fästmö uthyres de Gustaf Molander
- 1951 : Biffen och Bananen de Rolf Husberg
- 1952 : Säg det med blommor de Lars-Eric Kjellgren
- 1955 : Kärlek på turné de Hampe Faustman